# Hans Borchard

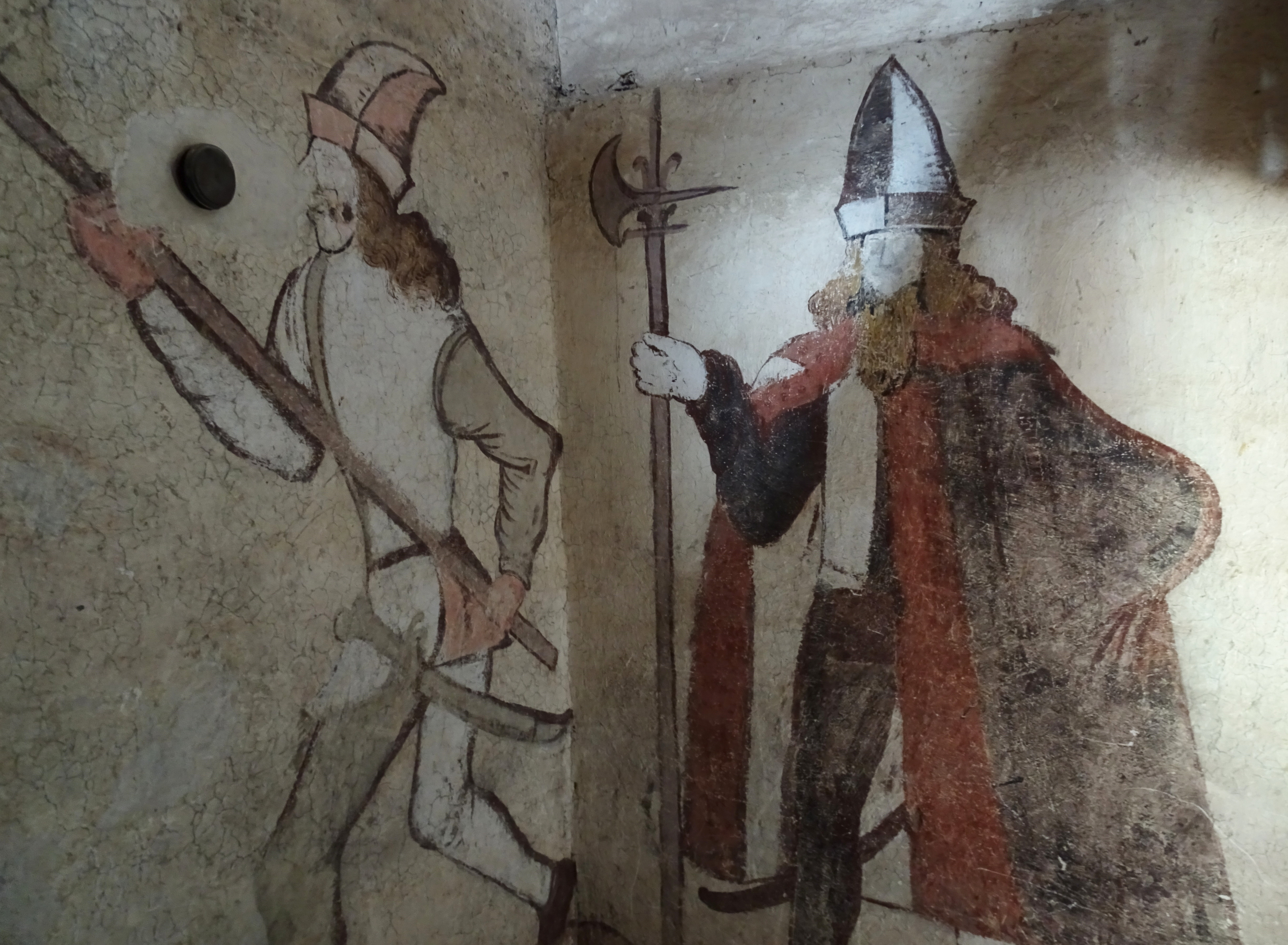
Väggdekoration i vindstrappans vilplan på Bogesunds slott i Östra Ryds socken i Vaxholm, som visar två vaktande knektar som målats direkt på muren, troligen målad av Hans Borchard.

Hans Borchard var en målare, verksam i Sverige och Finland vid mitten av 1600-talet.
Borchard var under åren 1653–1659 anlitad som målare vid Bogösund av Per Brahe d.y., där han bland annat utförde dekorationsmålningar. Han var senare verksam i Finland där han utförde altartavlorna i Sotkamo kyrka år 1661 och Paldamo kyrka år 1666.